# Замасп (шах)
Замасп або Джамасп чи Ямасп (*جاماسپ‎‎, д/н —бл. 530) — шахиншах Персії у 496—498 роках.

## Життєпис
Походив з династії Сасанідів. Син Пероза, шах-ін-шаха Персії. Про молоді роки нічого невідомо. Після загибелі батька у 484 році у битві при Гераті, Замасп перебирається до Ктесифону. Не брав участь у політичних справах, ймовірно обіймав посаду сатрапа.
Зі сходження брата Кавада I опинився при його дворі, ставши одним з очільників зороастризму, виступаючи проти маздакітів. Цим вирішили скористатися аристократи-змовники, які у 496 році повалили Кавада I й поставили на трон Замаспа.
Замасп намагався відновити внутрішній спокій в державі, для чого став відроджувати зороастризм, знизив податки, поліпшив життя селян та містян. У 498 році на чолі ефталітського війська проти Замаспа рушив повалений брат Кавада. Війська Замаспа зазнали поразки, а сам шах-ін-шах зрікся трону.
Замасп залишився живим, його було відправлено до Вірменії. У 505—506 роках звитяжив у війнах з хозарами у Вірменії та Кавказькій Албанії. Згодом отримав маєтності в Табаристані. Помер бл. 530 року.

## Родина
- Нарсе